# Jenny Perret
Pour les articles homonymes, voir Perret.
Jenny Perret, née le 23 décembre 1991, est une curleuse Suisse. Elle a remporté le titre de Championne du monde en 2017 dans la catégorie du double mixte avec son coéquipier Martin Rios, avec lequel elle a également remporté l'argent du tournoi olympique de 2018.